# Paula Quintana Meléndez
Pour les articles homonymes, voir Meléndez.
Paula Quintana Meléndez (née le 26 juin 1965 à Valparaiso et morte le 6 janvier 2023) est une sociologue et femme politique chilienne. Elle a été ministre du Planning et de la Coopération du 8 janvier 2008 au 11 mars 2010.
Elle est membre du Parti socialiste chilien.